# ووتر ویلانت
ووتر ویلانت (۲۷ سپتامبر ۱۹۸۴ – ۹ مهٔ ۲۰۱۱) رکابزن حرفه‌ای اهل بلژیک بود که در رشتهٔ دوچرخه‌سواری جاده فعالیت می‌کرد. او در یک مرحلهٔ جیرو دیتالیای ۲۰۱۰ و یک مرحلهٔ ووئلتا اسپانیای ۲۰۰۸ پیروز شده‌بود. ویلانت در مرحلهٔ سوم جیرو دیتالیای ۲۰۱۱ در حادثه‌ای کشته‌شد.

## فعالیت حرفه‌ای
در سپتامبر ۲۰۰۴ ویلانت به عضویت تیم کوئیک‌استپ-داویتامون درآمد و در چند مسابقه شرکت کرد. در سال ۲۰۰۵ نیز عضو تیم زیر ۲۳ سال بلژیک در مسابقات قهرمانی جاده جهان بود.
ویلانت در سال ۲۰۰۵ حرفه‌ای شد؛ ولی در آغاز نخستین فصل حرفه‌ای خود دچار مونونوکلئوز عفونی شد. کسب رتبهٔ پنجم در مسابقهٔ یادبود ریک فان اشتینبرگن، توانایی‌های او در رقابت سرعتی را نشان داد.
در فصل ۲۰۰۶ در مسابقهٔ سه روزهٔ فلاندر غربی پنجم شد. سپس رتبهٔ سوم نوکره کورسه را کسب کرد. او در این فصل هیچ پیروزی به دست نیاورد؛ ولی مهارت‌های سرعتی خود را به ویژه با قهرمانی رده‌بندی امتیازی تور دوچرخه‌سواری لهستان بروز داد.
در فصل ۲۰۰۷ ویلانت در چند مسابقه پیروز شد. در ماه مارس، برندهٔ یک مرحلهٔ مسابقهٔ سه روزهٔ فلاندر غربی شد و در مجموع مسابقه، بر سکوی دوم ایستاد. دو هفته بعد، در تور گرون هارت پیروز شد. در یک مرحلهٔ تور بلژیک و یک مرحلهٔ تور انکو نیز به پیروزی رسید.
در فصل ۲۰۰۸ ویلانت ابتدا برندهٔ نوکره کورسه شد. در آوریل، رتبهٔ سوم خنت–ویووخم را کسب کرد. سپس نخستین حضور خود در گرند تورها را با شرکت در ووئلتا اسپانیا تجربه کرد. او جلودار تیم برای حمایت از تام بونن بود؛ ولی پس از خروج او از رقابت، ویلانت از فرصت به دست آمده استفاده کرد و برندهٔ مرحلهٔ هفدهم شد.
در آغاز فصل ۲۰۰۹ ویلانت دو پیروزی به دست آورد. در آوریل نیز در رتبهٔ یازدهم پاریس–روبه قرار گرفت.
عدم کسب نتایج راضی کننده توسط ویلانت در اواخر سال ۲۰۰۹ و اوایل ۲۰۱۰ باعث انتقاد علنی پاتریک لفور مربی تیم کوییک‌استپ شد. در ماه مه، در رقابت سرعتی مرحلهٔ سوم جیرو دیتالیا پیروز شد؛ ولی چند روز بعد به دلیل ابتلا به التهاب معدی‌روده‌ای که نیاز به بستری در بیمارستان داشت، از جیرو کناره‌گیری کرد.
برای فصل ۲۰۱۱ قرارداد ویلانت با کوییک‌استپ تمدید نشد و او به تیم لئوپارد ترک پیوست. او پس از دانیله بناتی دومین رکابزن سرعتی تیم شمرده می‌شد و در ترکیب تیم برای جیرو دیتالیای ۲۰۱۱ قرار گرفته‌بود. بناتی چند روز پیش از شروع جیرو از فهرست خارج شد.

## مرگ
در مرحلهٔ سوم جیرو دیتالیای ۲۰۱۱ ویلانت هنگام حرکت در مسیر سرپایینی گردنهٔ بوکو در متزانگو زمین‌خورد. ۱۷ کیلومتر تا پایان مرحله مانده بود و رکابزنان در حال گذر از آخرین بخش سرپایینی بودند. ویلانت نیز گروه اصلی را همراهی می‌کرد و سرعتش حدود ۸۰ کیلومتر در ساعت بود. به گفتهٔ مانوئل آنتونیو کاردوسو (که پشت سر ویلانت رکاب می‌زد) ویلانت اندکی پیش از یک پیچ گردش به چپ سر خود را چرخاند تا به رکابزنان دیگر بنگرد. سپس کنترل خود را از دست داد و پایش و پدال دوچرخه‌اش به لبهٔ گاردریل بتنی کوتاهی که در سمت چپ جاده قرار گرفته بود برخورد کرد. سپس به سمت راست جاده منحرف شد و به مانع دیگری خورد.
دکتر تردیچی که رئیس گروه پزشکی جیرو بود درست پشت سر گروه اصلی در خودروی سرویس بود و گزارش کرد که ۲۰ ثانیه پس از حادثه بالای سر ویلانت رسیده‌است؛ ولی ویلانت در همان لحظهٔ حادثه مرده‌بود. ویلانت پس از برخورد با دیوار دچار ترومای شدید شده‌بود. حتی اگر زنده می‌ماند، پای چپش به حدی آسیب دیده بود که باید قطع می‌شد. عملیات احیا توسط تیم پزشکی جیرو و پزشک تیم گارمین به مدت ۴۵ دقیقه ادامه یافت؛ آب ریه‌های او تخلیه شد و برای بازگشت ضربان قلب و تنفس او، آدرنالین و آتروپین تزریق شد. تیم اضطراری نیز با بالگرد به محل حادثه آمد. هنگام رسیدن آن‌ها مرگ ویلانت اعلام شده‌بود. مشخص شد که در همان لحظهٔ برخورد، قلب او از کار افتاده است. از آن‌جایی که استفاده از کلاه ایمنی از مهٔ ۲۰۰۳ برای رکابزنان حرفه‌ای اجباری بود، ویلانت نیز مانند سایر رکابزنان از کلاه ایمنی استفاده می‌کرد.
ویلانت چهارمین رکابزنی است که حین شرکت در جیرو دیتالیا مرده‌است.
هنگام مرگ ویلانت، دوست دخترش آن-سوفی از او باردار بود و در ۱ سپتامبر ۲۰۱۱ دختری به نام آلیزه به دنیا آورد.